# Nationally recognized statistical rating organization
Una Nationally recognized statistical rating organization (NRSRO) è un'agenzia di rating del merito di credito riconosciuta dalla Securities and Exchange Commission statunitense.

## Storia
La sigla NRSRO fu introdotta dalla legge del 1975 che fissava i requisiti minimi di patrimonializzazione degli istituti di credito e degli agenti di intermediazione in conto proprio e in conto terzi.
Fino a quell'anno, la SEC era priva di una norma di riferimento e di una regolamentazione utili per definire quelli soggetti potessero operare come agenzie di valutazione. Era il mercato a decidere e la SEC si limitava ad un'indagine di mercato volta ad accertare che una certa agenzia fosse "largamente riconosciuta" come "credibile e affidabile" da parte dei principali utilizzatori dei giudizi di rating. L'invio di una No action letter' pubblica manlevava banche e intermediari dal rischio di azioni da parte della SEC relativamente all'utilizzo a fini regolatori dei rating emessi dalle agenzie qualificate come NRSRO.
Il testo di una proposta di modifica del 2005 recitava:
(SEC, 2005)
Il 29 settembre 2006, il Congresso approvò Credit Rating Agency Reform Act, in risposta alle critiche secondo le quali la no action letter fosse un processo poco trasparente e limitativo per l'autorità della SEC. La legge obbligava la SEC a chiarire mediante apposite linee-guida i requisiti necessari per qualificare un'agenzia di rating come NRSRO. Inoltre, attribuiva alla SEC la facoltà di regolamentare i processi interni di una NRSRO relativamente alla tenuta dei registri e alla prevenzione dei conflitti di interesse. Il rilascio finale della qualifica veniva assegnato al voto di una commissione, che andava a sostituire il personale nominato di volta in volta per tale scopo. A tutela della libertà di impresa degli operatori, fatti salvi alcuni aspetti di pubblico interesse, la legge vietava specificamente alla SEC di regolamentare le metodologie di rating di una NRSRO.
Nel giugno 2007, la SEC approvò nuovi regolamenti attuativi del Credit Rating Agency Reform Act. Nel febbraio 2009, la SEC introdusse degli emendamenti per la valutazione dei prodotti finanziari strutturati, legati alla crisi dei mutui subprime.
Nel 2010, leggi e regolamenti vigenti furono armonizzati col Dodd-Frank Wall Street Reform and Consumer Protection Act.

## Controversie
Il "bollino governativo" ha aiutato la crescita di imprese come Fitch Ratings, DBRS, Kroll Bond Rating Agency, AM Best e Egan-Jones in un mercato dominato storicamente da Standard & Poor's e Moody's. Se da un lato può aver agevolato la concorrenza e il pluralismo degli emittenti di rating, rappresentando un'opportunità potenzialmente aperta anche a Piccole e medie imprese, è stato criticato come fonte di un indebito vantaggio competitivo il fatto che il meccanismo della qualificazione pubblica fosse stata basata sul "voto a maggioranza" degli acquirenti dei servizi finanziari di un mercato oligopolistico.
Le agenzie di rating sono state criticate per il loro modello issuer-pays (chi chiede la valutazione, paga): poiché la quota più importante del fatturato delle agenzie derivava dalle stesse società oggetto del rating, era messa seriamente a rischio la loro indipendenza e terzietà di giudizio. Le agenzie dal canto loro rispondevano che nell'era di Internet e della comunicazione digitale il modello ''issuer-pays era l'unico praticabile e economicamente sostenibile.
Il regolamento della SEC imponeva non solamente di pubblicare i rating, ma anche le relative fonti utilizzate. In presenza di un passaggio di informazioni al di fuori dei canali ufficiali previsti dall'informativa societaria, l'agenzia di rating del credito (CRA) poteva lecitamente comportarsi nei modi seguenti: ignorarle, segnalarle alle autorità di competenza, incorporarle nei propri giudizi pubblici, ma a condizione di citare anche le proprie fonti informali e riservate. Stante il conflitto di interessi fra controllato e controllore, il divieto di fonti anonime era volto a prevenire la diffusione di informazioni tendenziose ovvero l'omessa comunicazione al mercato di informazioni vere, verificabili e sensibili per la determinazione del prezzo, rispetto alle quali la tutela dell'anonimato avrebbe reso oggettivamente complesso il tentativo di accertare la veridicità e di determinare eventuali responsabili di aggiotaggio, insider trading o altri crimini finanziari.

## Mutui subprime, CDO e crisi finanziaria
Nel 1984, il governo federale degli Stati Uniti approvò il Secondary Mortgage Market Enhancement Act (SMMEA) volto a migliorare la liquidità e la commerciabilità dei titoli garantiti da ipoteca e da una marca privata (non dal rating di un'agenzia): la legge interveniva sul mercato, imponendo a tutta una serie di soggetti pubblici l'obbligo di assimilare nelle loro portafoglio di investimenti i titoli garantiti da ipoteca e con rating di tipo AA da parte di un NRSRO ai titoli del Tesoro e ai titoli di Stato federali. I soggetti interessati erano: casse di risparmio federali, associazioni di risparmio federali e fondi pensione regolamentati dal Dipartimento del lavoro, nonché istituzioni finanziarie statali (quali banche di deposito e compagnie di assicurazione) salvo diverse disposizioni approvate dagli Stati confederati entro l'ottobre del 1991 (facoltà della quale si avvalsero in ventuno).
Le agenzie trassero sostanziosi profitti dal rating di obbligazioni di debito collateralizzate, oppure titoli cartolarizzati assistiti da garanzia ipotecaria di tipo residenziale o commerciale. Il rating di questi prodotti finanziari strutturati era determinante per il loro acquisto da parte di fondi pensione, dotazioni universitarie e singole municipalità come quella di Narvik, in Norvegia.
Nel libro Structured Finance and Collateralized Debt Obligations, Janet Tavakoli suggerì di qualificare e "specializzare" le agenzie di rating come NRSRO solamente in relazione ad alcune tipologie di prodotti, anche in ragione della complessità intrinseca degli strumenti finanziari oggetto di valutazione. Nel 2011, il Senato statunitense pubblicò il report Wall Street and the Financial Crisis, noto anche come report Levin-Coburn.

## List delle agenzie
Al dicembre 2016, la SEc aveva qualificato come NRSRO le agenzie di rating di seguito riportate:
- Standard & Poor's
- Moody's Investors Service
- Fitch Ratings
- A.M. Best
- Kroll Bond Rating Agency
- Dominion Bond Rating Service
- Japan Credit Rating Agency
- Egan-Jones Rating Company
- HR Ratings de México, S.A. de C.V.

La lista comprendeva le cosiddette Big three del settore: S&P Global Ratings (S&P), Moody's, and Fitch Group.